# نيكولاس روز
نيقولاس روز (بالإنجليزية: Nikolas Rose)‏ (ولد عام 1947 في لندن، انكلترا) عالم الاجتماع بريطاني، أستاذ علم الاجتماع في كلية لندن للاقتصاد- London School of Economics
معروف لتفسيره للأعمال الفيلسوف الفرنسي ميشيل فوكو ووخاصة بالنسبة للتنشيط في العالم الانجلو ساكسوني لل'governmentality'.

## مؤلفاته
- إدارة الروح - (1989) Governing The Soul
- سياسة الحياة نفسها : الطب الحيوي ،السلطة، والذاتية في القرن الحادي والعشرين - The Politics of Life Itself: Biomedicine, Power, and Subjectivity in the Twenty-First Century 2006
- (1999) Powers of Freedom: Reframing Political Thought
- (Governing the Soul: The Shaping of the Private Self (1989, Second edition 1999
- (Inventing Our Selves: Psychology, Power and Personhood (1996
- (The Psychological Complex: Psychology, Politics and Society in England, 1869-1939 (1984